# 苗栗縣
苗栗縣是中華民國臺灣省的縣，位於臺灣中部，東倚雪山山脈，西濱臺灣海峽。縣治位於苗栗市，苗栗縣內轄有2市、5鎮、11鄉（含1山地鄉），共有18個鄉鎮市，頭份市為縣內最大城市。縣內北部中港溪地帶與新竹縣市接壤形成竹苗生活圈，南部大安溪地帶則與臺中市互動頻繁。居民主要族群為客家人，為臺灣客家大縣。苗栗縣有「山城」之別稱，全縣地勢崎嶇且多山地阻隔，交通便道受限，地理因素而使縣內大部分的鄉鎮多以村里層級交流互動。
在地緣關係上，苗栗縣位於臺灣島的西北部，不同的單位會依據其需求而將苗栗縣歸屬到中部或北部，例如中華民國國家發展委員會將苗栗縣劃歸為中臺灣區域；而交通部中央氣象署則將苗栗縣劃歸為北臺灣區域，此外苗栗縣於2006年1月時加入「北臺區域發展推動委員會」，並簽署了《北臺區域合作宣言》，2016年1月則與中部縣市簽署《中彰投苗區域治理宣言》、2016年8月與桃園市政府、新竹市政府及新竹縣政府共同成立《桃竹竹苗區域治理平台》。2020年4月23日更因應嚴重特殊傳染性肺炎流行期間影響，與中彰投再擴大簽署了《中部共同生活圈防疫合作聲明》來推動防疫資源共享及民生物資互通等10項合作方案。

## 歷史
苗栗縣縣名來自原住民道卡斯族巴利社（Bari），其社名之原住民語意為平原。最初遷移至此的客家人與閩南人以其音近似靈貓科動物（俗體字作貓狸）之發音，即以此作為地名。其後官方文書亦有使用近音之貓裏、貓裡或貓里者。清光緒15年（1889年）臺北府新竹縣分拆為2縣之際，將貓狸依改為近音雅字之苗栗，以作為新的縣名及堡名，其後沿用至今。
依據考古學家的研究，苗栗地區在史前時期已有先民在此地生活，並留下許多歷史遺跡。一千多年以前，臺灣原住民移居此地，苗栗地區成為平埔族道卡斯族的生活範圍。自17世紀中葉起，漢人開始移入屯墾，原住民被迫同化或向高山遷移。明鄭時期，苗栗地區歸屬天興縣管理。清治時期，天興縣改稱為諸羅縣。1889年（清光緒15年），苗栗始設縣。1895年日本統治台灣後，清代的苗栗縣遭廢除。1901年到1908年間，另置苗栗廳，1920年廢廳置州郡，今苗栗縣轄區被劃分為苗栗郡、竹南郡、大湖郡，屬新竹州管轄。戰後初期屬新竹縣之一部，1950年臺灣施行地方自治後，苗栗縣恢復設置，其行政區域沿用至今。

## 地理

### 位置
苗栗縣位於臺灣本島中北部，北邊和東北邊與新竹縣、新竹市為鄰，南邊和東南邊隔著大安溪、雪山山脈與臺中市接壤，西濱臺灣海峽。極東點是泰安鄉梅園村的大霸尖山；極西點位於苑裡鎮房裡海岸；極南點是卓蘭鎮內灣里南端；極北點是竹南鎮崎頂里北端，中心點則約在獅潭鄉豐林村。全縣東西寬約64公里，南北長約50公里，面積1820.31平方公里，外型頗似一顆鑽石。海岸線長度自竹南鎮崎頂里海岸北端起，向南延伸至苑裡鎮房裡海岸南端止，全長約50公里。

### 地形
境內山多平原少，主要是原屬於雪山山脈西側的河川沖積扇，因不斷受到各河川侵蝕，漸漸切割成今日的丘陵、台地地形，數條河川隨著地勢穿梭其間，形成多變化的山川風貌。地形上大致可依序分為平原、丘陵、臺地及山地等四種，除了臺地之外，其他地形都非常有規律的由西向東排列。
苗栗縣雨量豐沛，大、小河川密佈。主要河川由北至南有中港溪、後龍溪、西湖溪及大安溪。中港溪發頭於鹿場大山（樂山）西北側，流域涵蓋苗栗縣北部及新竹縣西南部；後龍溪發源於鹿場大山西南側，流經苗栗縣中部；西湖溪發源於三義鄉關刀山北側，流經苗栗縣中西部；大安溪發源於大霸尖山西側，流經苗栗縣南部及台中市北部。

### 氣候
苗栗縣的位置，在北迴歸線以北，其氣候屬亞熱帶季風型氣候，年平均氣溫在20~22°C之間。但氣候的變化因素，在於地形和冬夏不同與方向季風的影響，因此沿海的平原地區及鄰近丘陵，是屬副熱帶氣候，而1,000公尺以上的山區，則屬溫帶氣候，但雪山山脈已有點偏向寒帶氣候。雨量的分佈是山區多於丘陵地，丘陵地多於平原，東部山區均在2,500公厘以上，西部沿海也有1,200公厘，年雨量約1,600公釐，年降雨日數100~125天，降雨集中在5~8月。受到季風的影響，夏季時吹西南季風，冬季時則東北季風盛行，南端的大安溪、火炎山一帶是臺灣南北氣候的分界線，為冬季季風雨的南界，因此苗栗縣的冬季比臺灣中部其他縣市較為陰冷。夏、秋之際的颱風，往往給臺灣帶來狂風豪雨，造成災害，但苗栗縣受到中央山脈的阻擋，相形之下，受害情形和其他地區相較，要來得輕微。在頭屋鄉有一特殊氣候現象：每年9月時期，因冬、夏季風風向更替，形成由上往下的強風，使得人車行走困難，尤其在空曠處更為強烈，稱「九降風」。
| 苗栗(平均數據2012–2023 極端數據2012至今)                                                                                          | 苗栗(平均數據2012–2023 極端數據2012至今) | 苗栗(平均數據2012–2023 極端數據2012至今) | 苗栗(平均數據2012–2023 極端數據2012至今) | 苗栗(平均數據2012–2023 極端數據2012至今) | 苗栗(平均數據2012–2023 極端數據2012至今) | 苗栗(平均數據2012–2023 極端數據2012至今) | 苗栗(平均數據2012–2023 極端數據2012至今) | 苗栗(平均數據2012–2023 極端數據2012至今) | 苗栗(平均數據2012–2023 極端數據2012至今) | 苗栗(平均數據2012–2023 極端數據2012至今) | 苗栗(平均數據2012–2023 極端數據2012至今) | 苗栗(平均數據2012–2023 極端數據2012至今) | 苗栗(平均數據2012–2023 極端數據2012至今) |
| 月份 | 1月                                      | 2月                                      | 3月                                      | 4月                                      | 5月                                      | 6月                                      | 7月                                      | 8月                                      | 9月                                      | 10月                                     | 11月                                     | 12月                                     | 全年                                     |
| --- | ---------------------------------------- | ---------------------------------------- | ---------------------------------------- | ---------------------------------------- | ---------------------------------------- | ---------------------------------------- | ---------------------------------------- | ---------------------------------------- | ---------------------------------------- | ---------------------------------------- | ---------------------------------------- | ---------------------------------------- | ---------------------------------------- |
| 历史最高温 °C（°F） | 29.5 (85.1)                              | 32.8 (91.0)                              | 32.3 (90.1)                              | 33.8 (92.8)                              | 36.0 (96.8)                              | 36.2 (97.2)                              | 38.8 (101.8)                             | 38.4 (101.1)                             | 37.0 (98.6)                              | 36.8 (98.2)                              | 32.6 (90.7)                              | 30.2 (86.4)                              | 38.8 (101.8)                             |
| 平均高温 °C（°F） | 19.9 (67.8)                              | 20.0 (68.0)                              | 23.1 (73.6)                              | 26.8 (80.2)                              | 30.0 (86.0)                              | 32.4 (90.3)                              | 33.8 (92.8)                              | 33.1 (91.6)                              | 32.1 (89.8)                              | 29.1 (84.4)                              | 26.2 (79.2)                              | 21.4 (70.5)                              | 27.3 (81.2)                              |
| 日均气温 °C（°F） | 16.1 (61.0)                              | 16.1 (61.0)                              | 18.9 (66.0)                              | 22.7 (72.9)                              | 26.3 (79.3)                              | 28.9 (84.0)                              | 29.9 (85.8)                              | 29.2 (84.6)                              | 28.1 (82.6)                              | 25.0 (77.0)                              | 22.1 (71.8)                              | 17.7 (63.9)                              | 23.4 (74.2)                              |
| 平均低温 °C（°F） | 13.3 (55.9)                              | 13.4 (56.1)                              | 15.6 (60.1)                              | 19.5 (67.1)                              | 23.3 (73.9)                              | 26.2 (79.2)                              | 26.9 (80.4)                              | 26.3 (79.3)                              | 25.0 (77.0)                              | 22.0 (71.6)                              | 19.1 (66.4)                              | 14.9 (58.8)                              | 20.5 (68.8)                              |
| 历史最低温 °C（°F） | 2.8 (37.0)                               | 6.3 (43.3)                               | 8.3 (46.9)                               | 10.9 (51.6)                              | 14.9 (58.8)                              | 21.8 (71.2)                              | 22.4 (72.3)                              | 23.7 (74.7)                              | 20.3 (68.5)                              | 14.8 (58.6)                              | 8.0 (46.4)                               | 6.8 (44.2)                               | 2.8 (37.0)                               |
| 平均降水量 mm（） | 71.9 (2.83)                              | 76.1 (3.00)                              | 136.3 (5.37)                             | 157.7 (6.21)                             | 314.8 (12.39)                            | 238.6 (9.39)                             | 134.8 (5.31)                             | 292.8 (11.53)                            | 99.4 (3.91)                              | 29.4 (1.16)                              | 41.0 (1.61)                              | 58.8 (2.31)                              | 1,651.6 (65.02)                          |
| 平均降水天数 | 7.3                                      | 8.1                                      | 10.8                                     | 10.3                                     | 11.8                                     | 10.5                                     | 8.2                                      | 12.3                                     | 6.6                                      | 3.7                                      | 5.5                                      | 6.9                                      | 102                                      |
| 平均相對濕度（％） | 79.0                                     | 81.5                                     | 79.5                                     | 77.0                                     | 77.8                                     | 74.1                                     | 70.9                                     | 74.4                                     | 73.6                                     | 72.3                                     | 76.6                                     | 76.6                                     | 76.1                                     |
| 来源1：Central Weather Administration                                                                                             |                                          |                                          |                                          |                                          |                                          |                                          |                                          |                                          |                                          |                                          |                                          |                                          |                                          |
| 来源2：Atmospheric Science Research and Application Databank (precipitation 2012–2023, precipitation days and humidity 2011–2024) |                                          |                                          |                                          |                                          |                                          |                                          |                                          |                                          |                                          |                                          |                                          |                                          |                                          |

## 行政區劃

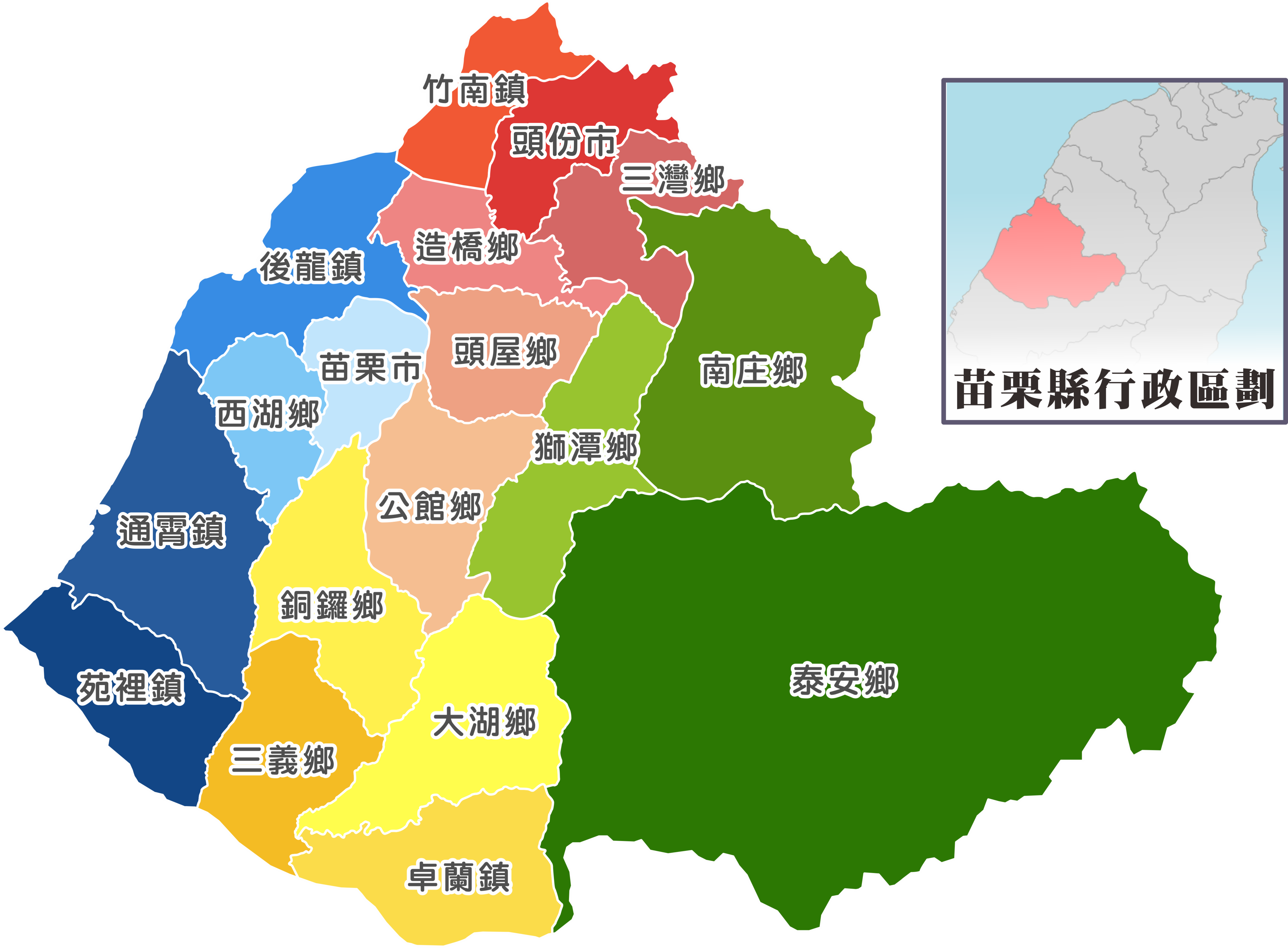
苗栗縣行政區劃

民國39年（1950年）調整行政區域，將新竹縣所屬苗栗區的3鎮5鄉、竹南區的2鎮4鄉及大湖區的4鄉等18個鄉鎮合併獨立為苗栗縣，縣治設於苗栗鎮，轄4鎮、14鄉。民國39年（1950年）通霄鄉改制通霄鎮，民國40年（1951年）後龍鄉改制後龍鎮、卓蘭鄉改制卓蘭鎮，民國70年（1981年）苗栗鎮改制為縣轄市，民國104年（2015年）頭份鎮改制為縣轄市，全縣轄有2市（苗栗市、頭份市）、5鎮（竹南鎮、後龍鎮、通霄鎮、苑裡鎮、卓蘭鎮）、11鄉（造橋鄉、西湖鄉、頭屋鄉、公館鄉、銅鑼鄉、三義鄉、大湖鄉、獅潭鄉、三灣鄉、南鄉、泰安鄉（山地鄉）），共有18個鄉鎮市。
《苗栗縣國土計畫》將縣內分為四個發展策略分區：
1.苗北生活圈（產業經貿）：竹南鎮、頭份市，以竹南科學園區為核心，朝整併竹南頭份兩市鎮的都市計畫共同發展。
2.苗中生活圈（政經門戶）：苗栗市、後龍鎮、公館鄉、造橋鄉、頭屋鄉、西湖鄉，以苗栗高鐵特區為核心，結合苗栗市政治中心地位。
3.苗南生活圈（人文科技）：苑裡鎮、通霄鎮、銅鑼鄉、三義鄉，以銅鑼科學園區為核心，結合通苑的濱海資源、三義的慢城特色。
4.苗東生活圈（山景觀光）：南庄鄉、卓蘭鎮、獅潭鄉、大湖鄉、泰安鄉、三灣鄉，以觀光為主軸，串聯各鄉的山林資源。

## 人口

### 苗栗縣人口消長
人口數遞減排列：
- 總人口10萬以上：頭份市
- 總人口5至10萬：苗栗市、竹南鎮
- 總人口1至5萬：苑裡鎮、後龍鎮、通霄鎮、公館鄉、銅鑼鄉、卓蘭鎮、三義鄉、大湖鄉、造橋鄉、頭屋鄉
- 總人口5千至1萬：南庄鄉、西湖鄉、三灣鄉、泰安鄉
- 總人口數5千以下：獅潭鄉

人口密度遞減排列：
- 人口密度2,000人/km²以上：竹南鎮、苗栗市
- 人口密度1,000~2,000人/km²：頭份市
- 人口密度500~1,000人/km²：苑裡鎮
- 人口密度100~500人/km²：後龍鎮、公館鄉、通霄鎮、造橋鄉、三義鄉、銅鑼鄉、卓蘭鎮、頭屋鄉、西湖鄉、大湖鄉、三灣鄉
- 人口密度100人/km²以下：南庄鄉、獅潭鄉、泰安鄉

苗栗縣人口最多與最少的行政區分別是頭份市與獅潭鄉，人口密度最高與最低的行政區分別是竹南鎮與泰安鄉。

### 族群分佈和語言
苗栗縣的族群由漢族（客家裔臺灣人為主，閩南裔臺灣人次之）及臺灣原住民族構成。為臺灣「客家大縣」。
原住民族
現在原住民人口佔縣總人口1.9%。苗栗縣昔日為道卡斯族蓬山社群及後壠社群的原鄉，荷西時期對於這些原住民族部落已有詳細的記載，清領初期郁永河的《裨海記遊》及日治初期伊能嘉矩的《踏查日記》亦予以詳盡調查。這群原鄉人逃過了大航海時代殖民當局的壓迫，卻逃不過清領時期漢族先民如潮水般湧入，在經濟上及文化上的衝擊。最終僅少部份離開原鄉，遠走埔里盆地，大部份高度漢化。
賽夏族居住於今新竹縣五峰鄉及苗栗縣南庄鄉一帶，清領時期族群勢力最盛北達鳳山溪，南至後龍溪，東與泰雅族人為鄰，西至竹苗海岸；但受到漢族先民及泰雅族的雙重壓迫，及南庄事件的打擊，族群勢力日漸衰退，是人口僅次於邵族的第2稀少民族。現今在苗栗縣人口約2,200人，其日常生活深受泰雅族及客家族群雙重影響，傳統文化急速消逝中。〈相關參見：賽夏族頭目日阿拐及主導抗日的南庄事件〉。
泰雅族相傳發源於南投縣仁愛鄉山區，在清領時期開始向外拓展，勢力遠達花蓮、南澳及烏來，是北部最為強勢的原住民族。在苗栗縣主要居住地是泰安鄉的雪山山脈地區，人口約6,200人。
漢族
苗栗縣在清朝時代，是苗栗客家人開墾最盛時期。除沿海四鎮竹南、後龍、苑裡、通霄（部分地區）、三義的鯉魚潭村、頭份的蘆竹、土牛兩里、造橋的朝陽、龍昇及談文三村使用的語言為臺灣臺語外，其他居民使用的語言皆為臺灣客家話（主要為四縣腔，部分地區使用海陸腔，卓蘭境內有饒平腔分佈區）。

## 政治

### 縣政組織
苗栗縣政府是苗栗縣的最高行政机关，在中華民國政府架構中為縣自治的行政機關，同時負責執行中央機關委辦事項，苗栗縣的自治監督機關為行政院各部會（主要為內政部）。縣長由全體縣民直接選舉產生，任期為四年，連選可連任一次。苗栗縣政府並置縣政會議，為縣政最高決策機構，在縣長及副縣長之下，設有15個內部單位、6個所屬一級機關、28個所屬二級機關、138所各級學校。
苗栗縣縣長是苗栗縣政府之行政首長，負責綜理縣政，並指揮、監督所屬職員及機構，現任縣長為無黨籍的鍾東錦。
苗栗縣議會是苗栗縣的最高民意機關，代表苗栗縣全體縣民立法和監察縣政府之施政。縣議員由公民直選選出，任期為四年，可連選連任。苗栗縣議會共有38位縣議員，分別為第一選區9席縣議員、第二選區3席縣議員、第三選區5席縣議員、第四選區9席縣議員、第五選區8席縣議員、第六選區2席縣議員、第七選區1席縣議員、第八選區1席縣議員，議長、副議長由38位縣議員互選產生。

### 選民結構與政治勢力
1951年，苗栗縣首屆民選縣長即歷經兩次選舉、五次投票才順利選出合法縣長，是臺灣選舉史上的異數。第一次選舉由黃運金、劉定國捉對撕殺，投了兩次票才由劉定國當選，卻因劉定國具軍人身份而被判當選無效，重新公告選舉。
第二次選舉共有七人參選，第一次投票結果黃焜發最高票（13,644票），李白濱（12,063票）、賴順生（11,570票）分居二、三名，其餘諸人票數稍低。由於投票人數未達全縣公民數的半數，必須再行投票。第二次投票結果李白濱獲得30,275票排名第一，高於賴順生（29,145票）與黃焜發（29,111票），但仍無人過半數而無效。后来李白滨（青年党）为时任台湾省主席吴国桢劝退当省政府参议，才由賴順生當選。
之後，劉派、黃派派系形成，壁壘分明，政治趨於穩定。縣長選舉完全是由中國國民黨勝選，且由「劉派」（劉定國）與「黃派」（黃運金）兩大派系輪流執政。
直到1993年縣長選舉，何智輝退出國民黨，以無黨籍身分擊敗國民黨提名頭份林家所支持的張秋華，首次打破「由國民黨提名一定當選」之慣例。此後的縣長依序為傅學鵬、劉政鴻、徐耀昌等國民黨籍人士，也因這20多年間，民主進步黨的逐步進入苗栗縣，劉派、黃派又逐漸放棄成見逐步合作，形成號稱「劉黃聯軍」共抗「民進黨」進入的局面。但「劉黃聯軍」內部還是維持「劉派」與「黃派」兩大派系既合作又競爭的格局。2022年縣長選舉，由無黨籍的鍾東錦當選縣長。
2018年議員選舉，時代力量黨籍曾玟學及宋國鼎成功當選苗栗縣議員，為首批並非以中國國民黨、民主進步黨或無黨籍身分當選的議員，時力以2席之態，一舉成為苗栗縣議會第三大黨。

### 司法暨檢察機關
臺灣苗栗地方法院是苗栗縣的司法機關，屬於普通法院，當地居民之民、刑訴訟和審理由該機關辦理，其上訴法院為臺灣高等法院臺中分院。臺灣苗栗地方檢察署是苗栗縣的檢察機關，為當地檢察官執行檢察事務之執行機關。

## 經濟
苗栗縣經濟活動以往以農牧業為主，近年來工商業發展迅速，產業結構已有大幅改變。為協助傳統農牧業生產及營運技術昇級，在公館鄉設有「行政院農業委員會苗栗區農業改良場」，在竹南鎮設有臺灣動物科技研究所。
苗栗縣的傳統制造业以陶瓷業、手工業為主。其中陶瓷業曾經風光一時，產品銷售到世界各地。近年來產業逐漸外移，已不復往日盛況。國立台灣工藝研究所在苗栗市設有「苗栗技術輔導中心」，以輔導相關產業再創新機
位於苗栗市北郊的西山工業區，有長春化工苗栗廠、台肥苗栗廠等大型石化廠，均得力於鄰近之公館鄉生產豐富的天然氣與石油氣。為此，台灣中油在苗栗市設有「探採研究所」。
苗栗縣其現有的科技園區及工業區尚有銅鑼工業區、竹南廣源科技園區、新竹科學工業園區竹南基地、銅鑼中興工業區、竹南工業區、頭份工業區等；另有開發中的新竹科學工業園區銅鑼基地，及規劃中的後龍科技園區與銅鑼中平工業區，另有依都市計畫興建的苑裡北區工業區與苑裡南區工業區。
2015年，苗栗縣出現債務破表危機。劉政鴻執政的9年期間，因舉辦百年燈會、國慶煙火、世界男高音演唱以及推動客家桃花源等重大設施，到了2014年未償債務已達546億元。徐耀昌上任後，苗栗縣債務已達648億元。2015年7月，苗栗縣政府因7月份員工薪資延期發放，時任縣長徐耀昌尋求行政院協助，行政院打算介入苗栗財務控管，以解決危機。

## 文化

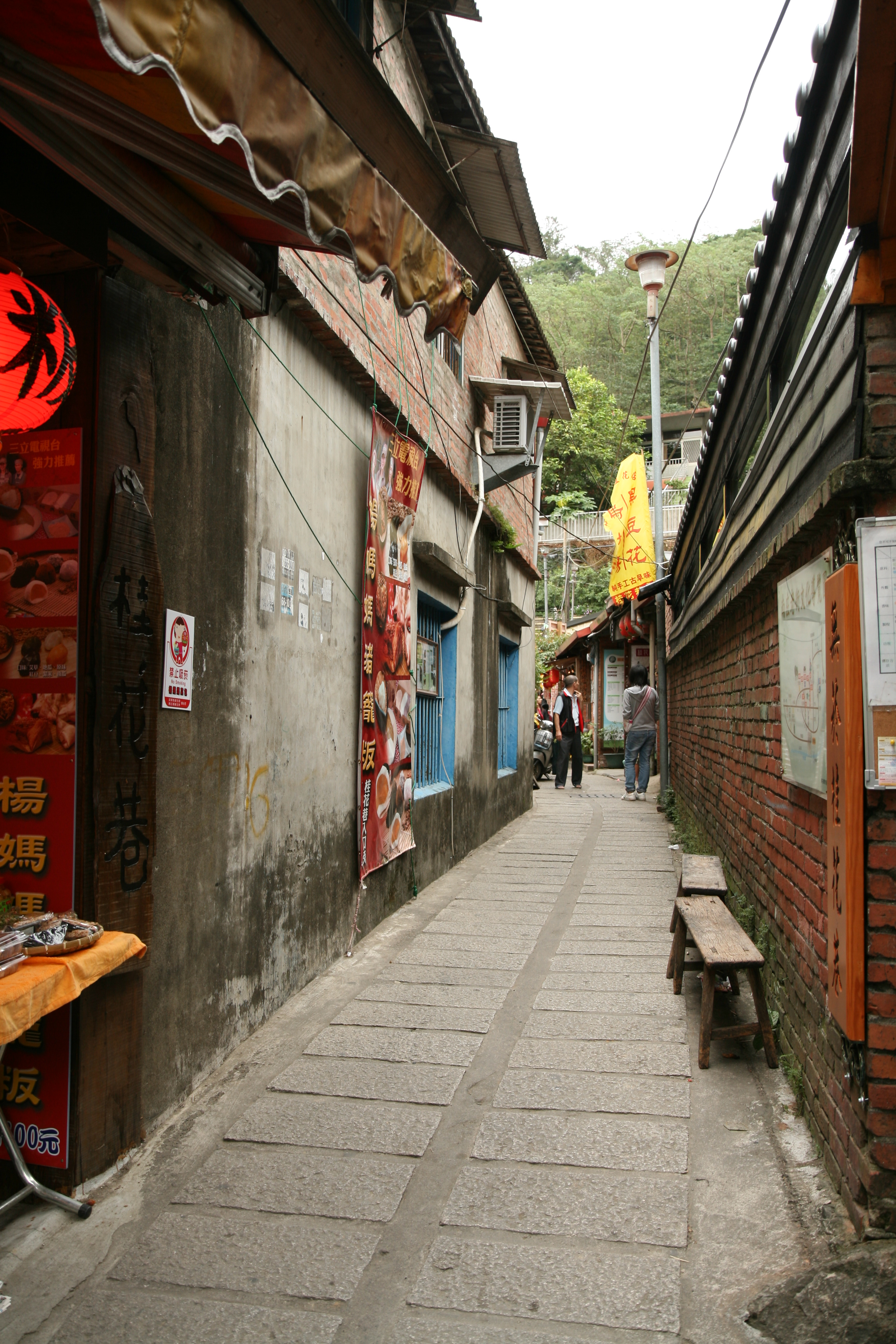
南庄鄉桂花巷

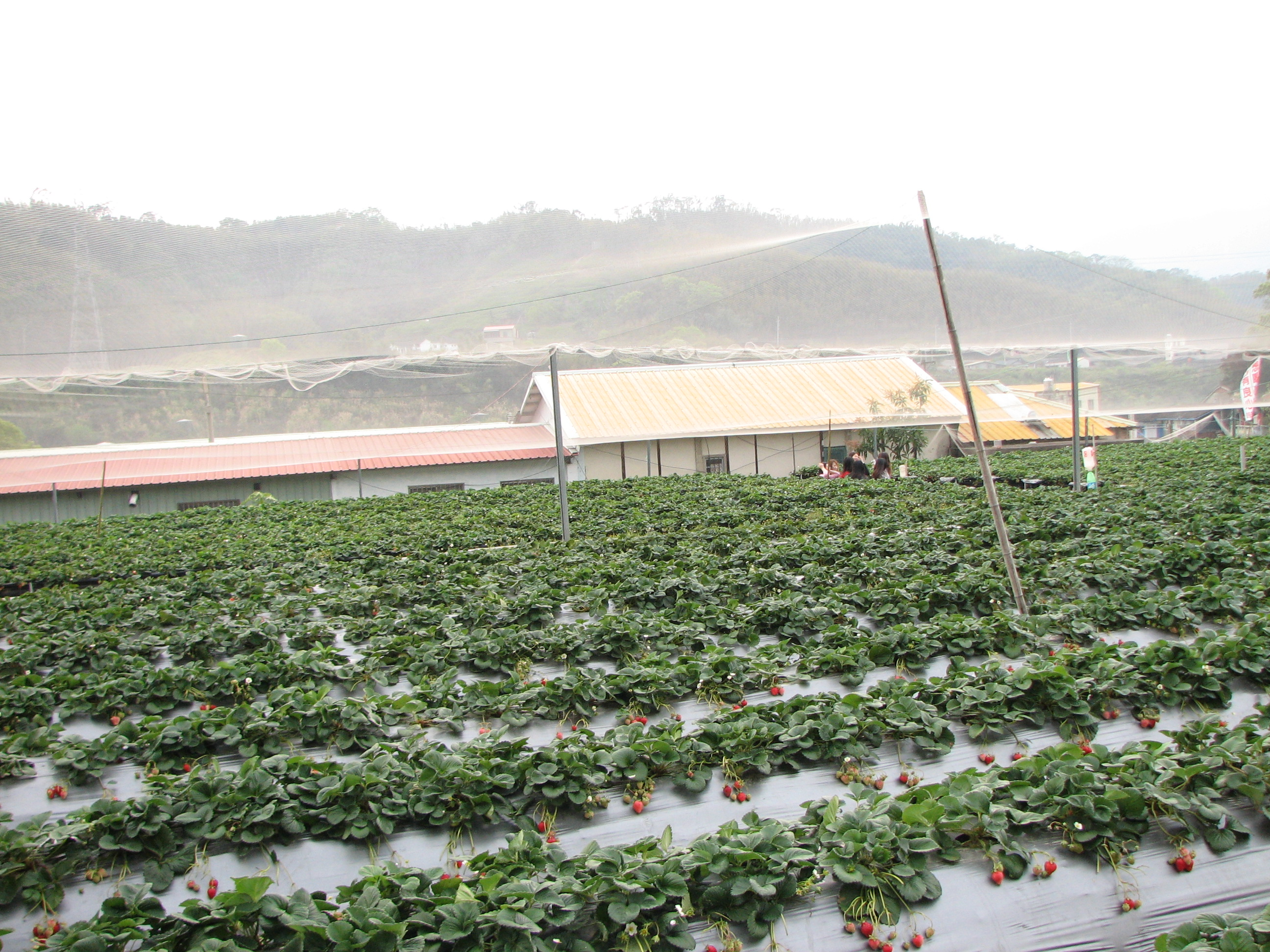
大湖鄉草莓園產業

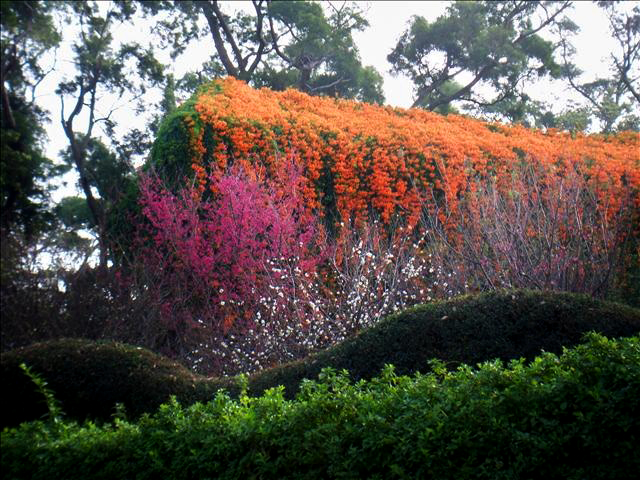
銅鑼環保公園

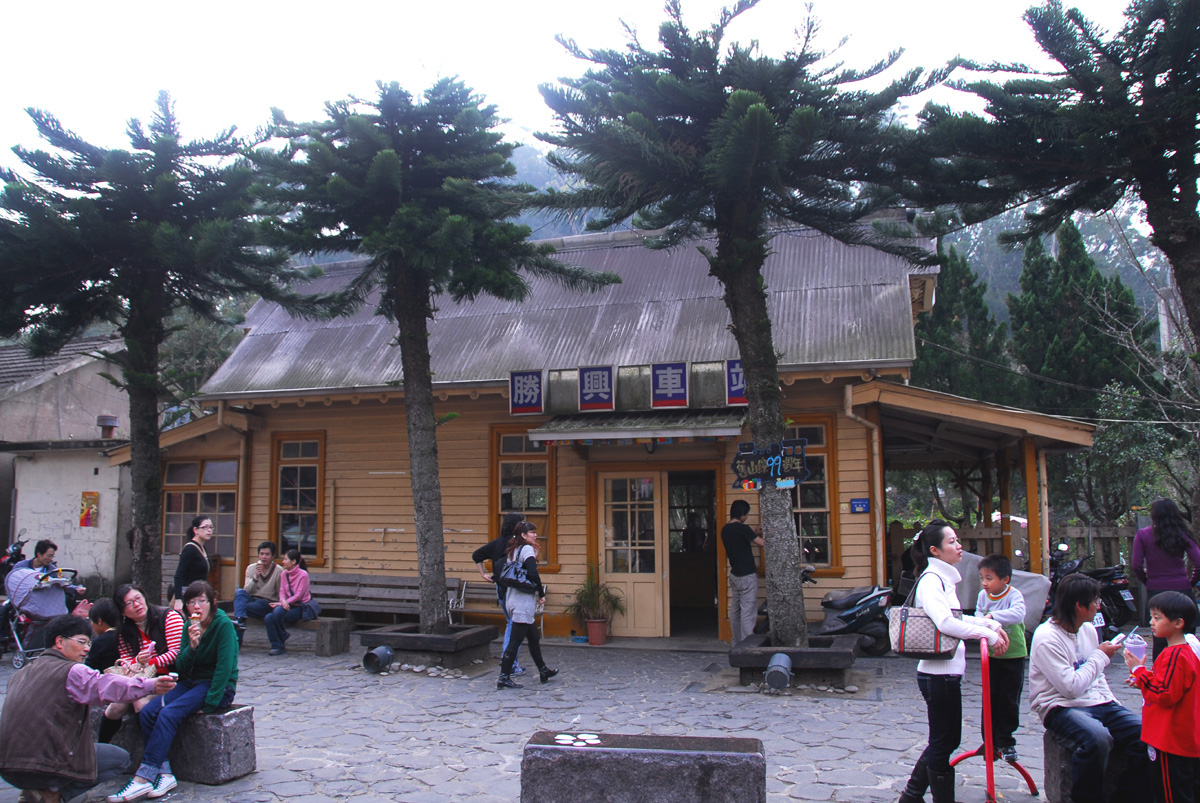
台鐵曾台灣海拔最高點車站，三義舊山線勝興車站，即將復駛

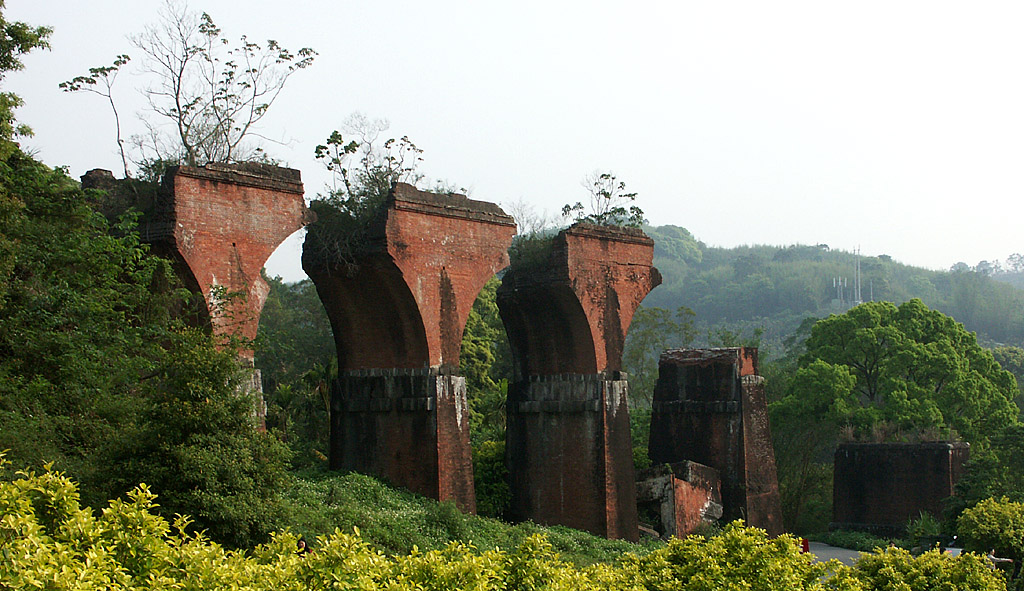
龍騰斷橋

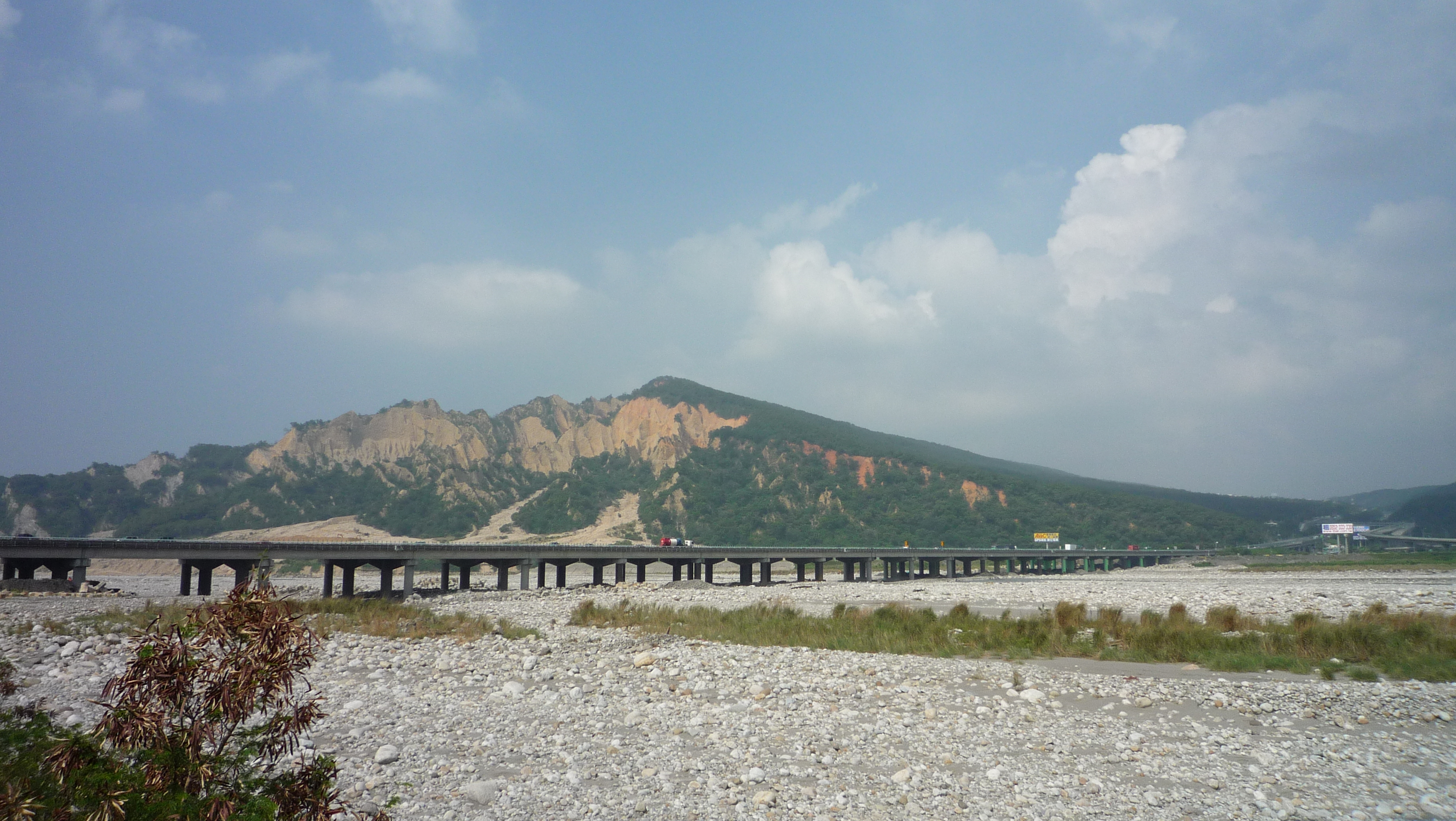
火炎山的景象

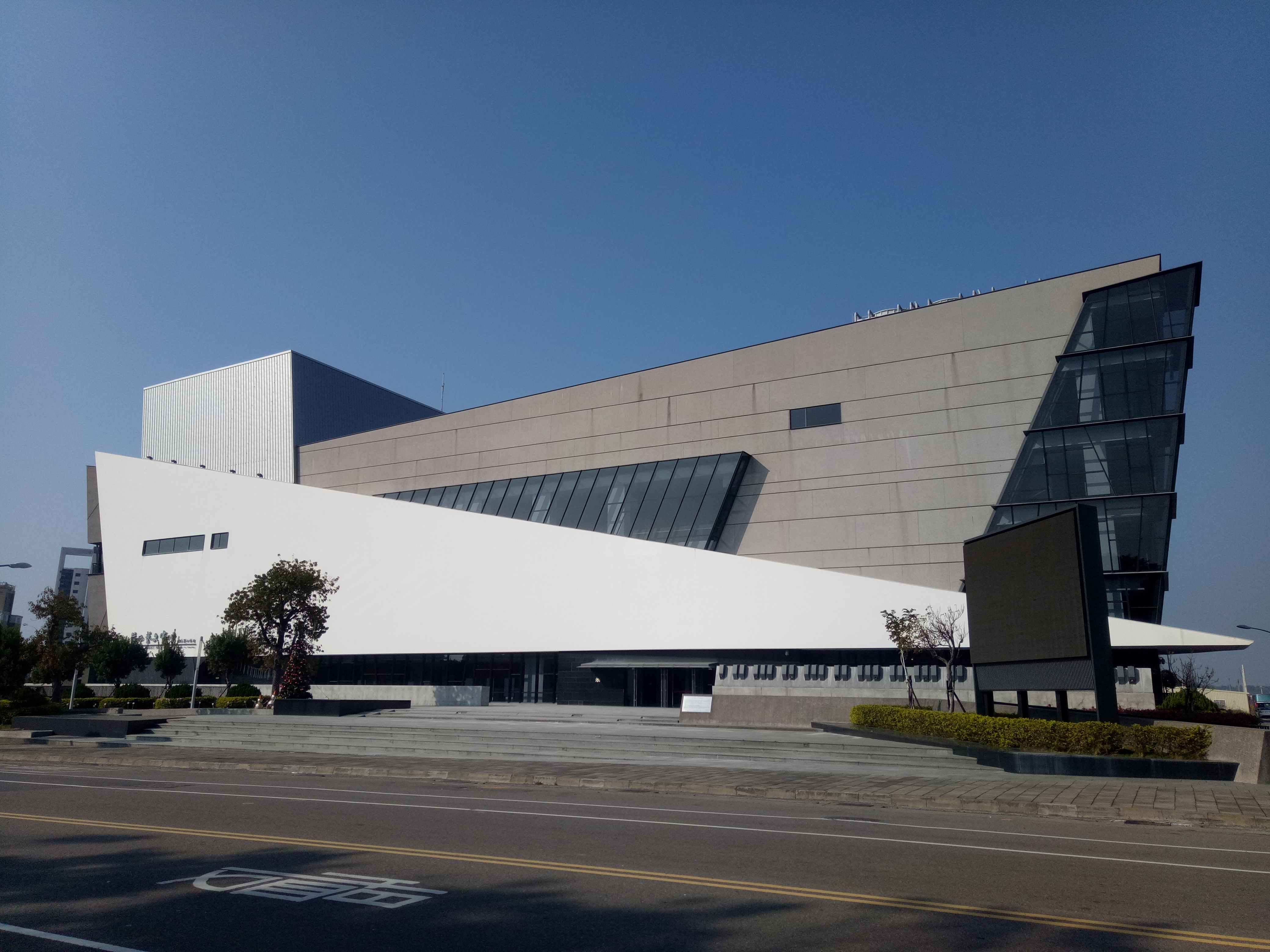
苗北藝文中心

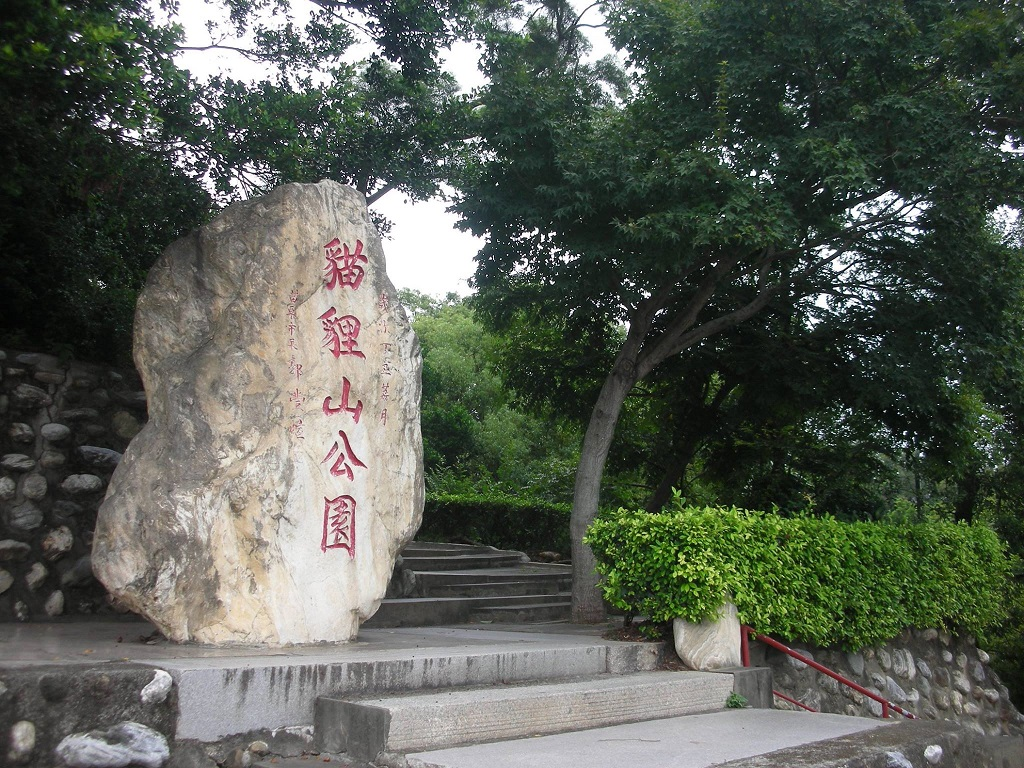
貓狸山公園

### 節慶活動
苗栗縣的文化節慶活動有苗栗海洋觀光季、夢花文學獎、客家桐花季、苗栗客家山歌民謠活動、黃金台六線觀光節、苗栗國際觀光文化節、造橋木炭藝文季、三義舊山線鐵道文化季、苗栗縣原住民綜藝嘉年華、南庄櫻花季、南庄山水節、苗栗國際假面藝術節、苗栗客家文化旅遊藝術節、頭份斗燈文化節、苗栗苑裡磚雕藝術季、苗栗文化藝術節及竹南文化節（又稱中港文化節）等。
以推廣農特產及美食產品為主軸的觀光節慶活動有苗栗大湖鄉草莓文化季、苗栗市客家粄仔節、苗栗縣南瓜節（原造橋瓜瓜節）、公館紅棗季、三灣梨涼水季、大湖風情萬種薑麻節、頭屋蘿蔔節、三義國際木雕藝術節、卓蘭水果嘉年華、大湖桃李節、銅鑼杭菊芋頭節、泰安甜柿節、西湖蕃薯文化節、後龍花生節、後龍西瓜節等。
宗教及民俗節慶活動則有苗栗龍（元宵節舉行）、苗栗市文昌祠的學生拔智慧毛活動、通霄白沙屯拱天宮媽祖進香活動、通霄四圧媽北港進香活動、後龍射炮城、竹南炸寒單爺（又稱中港炸邯鄲爺）及竹南洗港活動等。

### 博物館
苗栗縣的博物館不少被中華民國博物館學會列入《台灣博物館名錄》(2004年9月版)，各鄉鎮市的博物館如下所示：
苗栗市
- 苗栗鐵道文物展示館
- 苗栗縣泰雅原住民文化產業區[35]
- 貓裏客家學苑

後龍鎮
- 客家圓樓

通霄鎮
- 荒木藝苑
- 通霄西濱海洋生態教育園區
- 台鹽通霄觀光園區

苑裡鎮
- 心雕展.陳炯輝紀念館
- 華陶窯台灣人文窯場展演館
- 金良興觀光磚廠/灣麗磚瓦文物館
- 台灣少林寺宗教文物博物館
- 藺草文化館
- 苑裡海濱藝文中心

造橋鄉
- 造橋木炭文物館
- 香格里拉客家文物館
- 育達商業技術學院廣亞藝術中心
- 香格里拉古董車博物館

公館鄉
- 苗栗陶瓷博物館
- 台灣油礦陳列館
- 台灣蠶業文化館

大湖鄉
- 草莓文化館
- 羅福星紀念館（大湖義民廟）

銅鑼鄉
- 苗栗故事館
- 客家米食館

三義鄉
- 千岱博物館
- 苗栗木雕博物館
- 台灣藝術博物館
- 臉譜文化生活館

西湖鄉
- 吳濁流藝文館
- 金龍窯手藝館

南庄鄉
- 苗栗縣賽夏族民俗文物館
- 蓬萊國小賽夏文物館
- 鬍鬚梅花園博物館

獅潭鄉
- 台灣淡水魚博物館

泰安鄉
- 苗栗縣泰雅文物館

### 文學
文學史及相關論述
第1屆到第5屆的「苗栗縣文學研討會」論文集。
至於苗栗縣的文學獎、縣內的客家山歌、「魍神」傳說，以及傳統詩社等，已有碩博士生從事研究，成果有：張宏誠〈台灣解嚴後縣市文學獎研究(1987~2010)〉、張莉涓〈苗栗客家山歌研究─以頭份市、造橋鄉、頭屋鄉、公館鄉為例〉、鍾愛玲〈徘徊在「鬼」「怪」之間：苗栗地區「魍神」傳說之研究〉、王幼華〈日治時期苗栗縣傳統詩社研究─以栗社為中心〉等論文。
在作家介紹方面，目前已有：苗栗縣文化中心編輯小組撰寫的《苗栗縣作家芬芳錄》，還有《認識詹冰、羅浪》、《認識李喬》、《認識七等生》、《認識莫渝》、《認識謝霜天》等書出版。
出版
民間文學方面，目前有：劉鈞章編著的《苗栗客家山歌賞析》與《苗栗客家山歌賞析》(第二集)；胡萬川編輯的《苗栗縣閩南語故事集》與《苗栗縣閩南語歌謠集》；羅肇錦編輯的《苗栗縣客語故事集》、《苗栗縣客語歌謠集》(一)~(三)、《苗栗縣客語、諺謠(四)》。
古典文學方面，目前有：陳運棟編纂的《天香吟社詩集存稿》、《向陽書院詩文集》、《崇陽載道書院情專輯》；傅學鵬、陳運棟編纂的《栗社詩選－苗栗之美詠我故鄉》。
現代文學作家作品出版方面，目前有：「李喬短篇小說全集1~10」(包括末冊的資料彙編)、「李喬文學文化論集(一)~(二)」、「詹冰詩全集」(新詩、兒童詩集、研究資料彙編)、「謝霜天散文集(一)~(三)」、《羅浪詩文集》、「江上小說集(一)~(三)」、「杜子詩文集(一)~(四)」、「莫渝詩文集(一)~(五)」、「王幼華作品集(一)~(五)」與《王幼華作品集研究資料彙編》、「張漢文先生作品集(一)~(二)」。
文學活動
文化局舉辦的文學活動，比較重要的有：
- 「夢花文學獎」徵文活動及得獎作品出版。
- 第1屆到第5屆的「苗栗縣文學研討會」，及事後的論文集出版工作。
- 「2001苗栗客家文化月-第一屆台灣客家文學學術研討會」，及事後的論文集出版。
- 《苗栗文獻》的編纂、發行。

縣籍作家
戰後，苗栗縣出生及歸入苗栗縣的作家與文學評論者，有：詹冰(卓蘭)、黃榮洛(南庄)、江茂丹(南庄)、邱一帆(南庄)、林壬雨(筆名：林芸，南庄)、張典婉(頭份)、雪眸(本名：林國隆，頭份)、李喬(大湖)、劉慕沙(銅鑼)、謝霜天(銅鑼)、黃恆秋(本名：黃子堯，銅鑼)、曾信雄(大湖)、黃鼎松(苗栗市)、鍾喬(三義)、甘耀明(獅潭)、陌上塵(本名：劉振權)、傅銀樵、梁寒衣、藍博洲等人；此外還有王幼華、石德華、陳映真、陳紹英、黃肇松、戴文采、七等生等人。

### 特產
- 卓蘭鎮：水梨、葡萄、楊桃、柑桔
- 通霄鎮：水稻、落花生、甘藷、玉米、牧草、原料甘蔗、葡萄、西瓜、蔬菜、文旦、柑桔、茂谷柑、茶葉
- 苑裡鎮：草蓆、鴨間稻、魚丸
- 銅鑼鄉：杭菊、樟腦油
- 公館鄉：紅棗、芋頭、甜柿、福菜、蠶絲
- 造橋鄉：南瓜、牛奶
- 南庄鄉：段木香菇、一葉蘭、桂竹筍、百合、草莓、甘藍、佛手瓜、金花石蒜、山藥、高接梨
- 三灣鄉：冬梨、高接梨、茶葉、綠竹筍、文旦、桶柑、仙蜜果、苦茶油
- 頭屋鄉：茶葉、柑桔、柑橘、文旦柚
- 獅潭鄉：桶柑、草莓、仙草、茶葉、桂竹
- 三義鄉：文旦柚、桶柚、李子
- 泰安鄉：李、柿、玫瑰、蕃茄、桂竹筍、生薑、仙蜜果、草莓、豆腐
- 西湖鄉：文旦柚、甘薯、龍眼、芥菜、客家美食
- 大湖鄉：草莓、椪柑、桶柑、李子、桃子、柿子、枇杷、高接梨、紅龍果、食用玉米、高冷蔬菜、桂竹荀、蠶絲
- 後龍鎮：西瓜、花生、甘藷、蕗蕎
- 頭份市：客家小吃

資料來源：國家圖書館-台灣鄉土書目資料庫 （页面存档备份，存于）

### 體育
苗栗縣的主要體育設施有苗栗縣立體育場、苗栗縣立巨蛋體育館、苗栗縣立體育館、苗栗縣立網球場及竹南運動公園等。主要的運動競賽則有苗栗縣全民運動大會、苗栗縣中小學聯合運動會及苗栗縣籃球聯賽等。
在2006年全民運動會裡，苗栗縣積分是114分，在25個參賽隊伍中排名第13名。
在2007年全國運動會裡，苗栗縣獲得3面金牌、7面銀牌及5面銅牌，在25個參賽隊伍中排名第21名，僅勝新竹市、澎湖縣、金門縣與連江縣。
然而苗栗縣在田徑、籃球等少數幾個運動種類仍然有突出的表現。在田徑方面，共獲得3金3銀3銅，排名第6名，表現極佳。

### 廣播電台
| 頻率        | 電台名稱                                 | 官方網站/facebook粉絲團                     | 線上收聽網址                   |
| 88.9百萬赫  | 正義電台                                 | 網址 （页面存档备份，存于）                 |                                |
| 89.9百萬赫  | 心動音樂電台（Pulse）                    | 網址 （页面存档备份，存于）                 | 網址                           |
| 90.9百萬赫  | 貓貍廣播電台                             |                                             |                                |
| 91.3百萬赫  | 苗栗中港溪電台（中港溪地區、飛碟聯播網） |                                             |                                |
| 91.5百萬赫  | HitFM聯播網（中台灣廣播電台）            | 網址 （页面存档备份，存于）                 |                                |
| 91.7百萬赫  | 苗栗客家文化廣播電台（客家廣播聯網）     | 網址 （页面存档备份，存于）                 |                                |
| 92.3百萬赫  | 亞洲廣播網（亞太電台）                   | 網址 （页面存档备份，存于）                 |                                |
| 94.5百萬赫  | 警察廣播電台地區治安交通網臺中臺         |                                             |                                |
| 96.7百萬赫  | 環宇廣播電台                             |                                             |                                |
| 97.1百萬赫  | 大漢之音調頻廣播電台（客家廣播聯網）     | 網址 （页面存档备份，存于）                 |                                |
| 97.5百萬赫  | IC之音（部分地區）                       | 網址                                        | 網址                           |
| 98.3百萬赫  | GOLD FM 聯播網（大苗栗廣播電台）           |                                             | city fm （页面存档备份，存于） |
| 100.1百萬赫 | 台北國際社區廣播電台（ICRT）             | 網址 （页面存档备份，存于）                 | 網址 （页面存档备份，存于）    |
| 102.3百萬赫 | 愛苗廣播電台                             | facebook臉書粉絲專頁 （页面存档备份，存于） |                                |
| 102.9百萬赫 | 中國廣播公司 流行調頻廣播網              | 網址 （页面存档备份，存于）                 | 網址 （页面存档备份，存于）    |
| 103.9百萬赫 | 教育廣播電台                             |                                             |                                |
| 104.5百萬赫 | 漢聲廣播電台                             | 網址                                        | 網址                           |
| 105.1百萬赫 | 警察廣播電台全國治安交通網               |                                             |                                |

## 教育
苗栗縣目前設有4所大專院校，分別是一間國立大學之國立聯合大學以及私立的育達科技大學、亞太創意技術學院（停招）及仁德醫護管理專科學校。
高級中等學校方面共設有國立苗栗高級中學、國立卓蘭高級中等學校、國立苑裡高級中學、國立竹南高級中學、國立苗栗高級商業職業學校、國立苗栗高級農工職業學校、國立大湖高級農工職業學校、苗栗縣立苑裡高級中學、苗栗縣立興華高級中學、苗栗縣立大同高級中學、苗栗縣立三義高級中學、苗栗縣私立建臺高級中學、苗栗縣私立大成高級中學、苗栗縣私立君毅高級中學、苗栗縣私立全人實驗高級中學、苗栗縣私立育民高級工業家事職業學校、苗栗縣私立龍德高級家事商業職業學校、苗栗縣私立賢德工商職業學校及苗栗縣私立中興高級商工職業學校等19所高校，以及國立苗栗特殊教育學校一所特殊教育學校。
在社會教育方面，苗栗縣現有苗栗縣政府國際文化觀光局圖書館（苗栗縣立圖書館）、苗栗市圖書館、苗栗縣各鄉鎮市社教站等社教機構，及苗栗客家文化園區。另外，尚有苗栗縣社區大學、佛光山大明社區大學、苗栗縣台灣社區大學及苗栗縣原住民部落社區大學等社區學習機構。

## 醫療
- 衛生福利部苗栗醫院
- 為恭紀念醫院
  - 信義院區
  - 仁愛院區
  - 東興院區
- 崇仁醫院
- 慈祐醫院
- 梓榮醫療財團法人弘大醫院
- 協和醫院
- 苑𥚃李綜合醫院
  - 中華院區

### 大千醫療體系
- 大千綜合醫院
- 大千綜合醫院南勢分院
- 大順醫院
- 大川醫院
- 新生醫院

## 交通

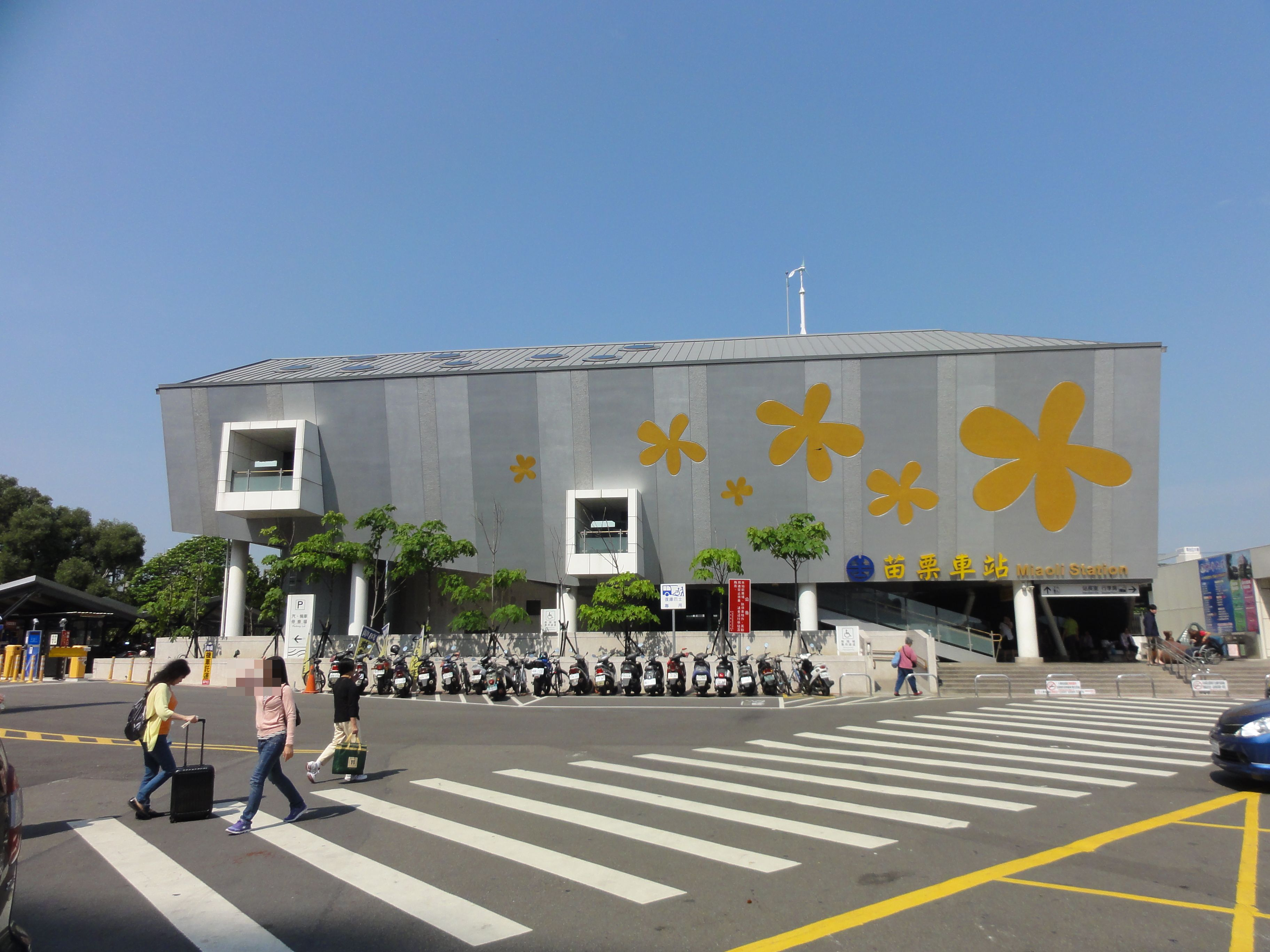
苗栗車站

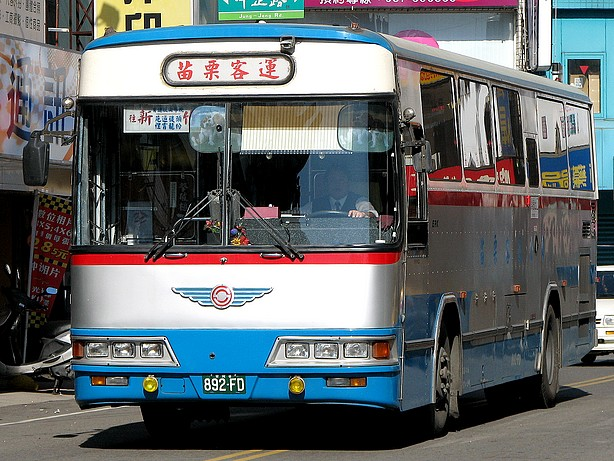
苗栗客運

### 大眾運輸

#### 鐵路
臺鐵縱貫線在苗栗縣設有崎頂車站及竹南車站，再往南則分岔為山線及海線。山線在苗栗縣設有造橋車站、豐富車站、苗栗車站、南勢車站、銅鑼車站、三義車站及舊山線的勝興車站；海線則設有談文車站、大山車站、後龍車站、龍港車站、白沙屯車站、新埔車站、通霄車站及苑裡車站。竹南、苗栗為一等站，有較高等級列車停靠，其餘均為三等站以下，其中後龍、通霄、苑裡為三等站的較大站，亦有較高等級列車停靠，其餘三等站及以下以區間車為主。
台灣高鐵南北穿越苗栗縣，在後龍豐富地區設立苗栗站，豐富站北移與高鐵共站。高鐵苗栗站於2015年12月1日通車營運。
原本有規劃竹竹苗輕軌系統，將苗栗－後龍、竹南－頭份、竹南－新竹等輕軌路網列入初期規劃內容。但於2010年1月被交通部退回申請計畫，短期內不會興建。

#### 公車客運
- 客運：客運目前有苗栗客運、新竹客運、國光客運、豐原客運、東南客運、建明客運。
- 臺中市公車：部份臺中市公車有延伸到卓蘭、苑裡、泰安等地方。

| 路線號碼 | 營運區間                     | 營運業者 | 備註                       |
| -------- | ---------------------------- | -------- | -------------------------- |
| 97       | 臺中國際機場－國立苑裡高中   | 東南客運 |                            |
| 616      | 臺中港郵局 －國立苑裡高中    | 東南客運 |                            |
| 662      | 市立大甲高中－國立苑裡高中   | 建明客運 |                            |
| 839      | 泰安車站－日南－國立苑裡高中 | 建明客運 |                            |
| 181      | 大甲區公所－苑裡車站         | 苗栗客運 | 經船頭埔。原公路客運5817   |
| 208      | 豐原－東勢－卓蘭             | 豐原客運 | 往豐原班次皆繞駛至東勢高工 |
| 258      | 東勢－卓蘭                   | 豐原客運 |                            |
| 253      | 東勢－士林村                 | 豐原客運 |                            |

### 公路
| | |
| 中山高速公路（中山高速公路） - 頭份交流道 - 頭屋交流道 - 苗栗交流道 - 銅鑼交流道 - 三義交流道 國道三號（福爾摩沙高速公路） - 西濱交流道 - 竹南交流道 - 大山交流道 - 後龍交流道 - 西湖服務區 - 通霄交流道 - 苑裡交流道 台61線（西部濱海快速公路） - 崎頂平交匝道 - 天祥平交匝道 - 龍鳳平交匝道 - 西濱交流道 - 博愛平交匝道 - 復興平交匝道 - 竹南平交匝道 - 大山平交匝道 - 外埔平交匝道 - 溪洲交流道 - 後龍交流道 - 赤土崎交流道 - 白沙屯交流道 - 新埔交流道 - 通霄一交流道 - 通霄二交流道 - 苑裡交流道 - 房裡交流道 台72線：東西向快速公路-後龍汶水線 | - 台1線：縱貫公路 - 台1己線：竹南聯絡道 - 台3線：內山公路 - 台6線：龍汶公路 - 台13線：尖苗公路 - 縣道119號：龍港 - 西湖 - 銅鑼 - 新 - 內草湖 - 縣道119甲線 - 市道121號：通霄 - 土城 - 大坑 - 山柑 - 大甲日南 - 縣道124號：竹南 - 頭份 - 三灣 - 南 - 獅潭 - 縣道124甲線 - 縣道124乙線 - 縣道124丙線：苗栗縣北橫公路 - 縣道126號：外埔 - 後龍 - 頭屋 - 明德水庫 - 永興 - 縣道128號：通霄 - 銅鑼 - 公館 - 縣道130號：苑裡 - 三義 - 大湖鄉八份 - 縣道140號：苗栗縣南橫公路，苑裡 - 南房 - 火炎山 - 三義 - 卓蘭 |

### 公共自行車
2018年設置Youbike苗栗縣公共自行車租賃系統，設置地區：頭份市、苗栗市、竹南鎮。
2022年新增苑裡鎮、通霄鎮、後龍鎮、公館鄉。

### 旅遊景點
- 苗栗－苗栗縣城市規畫館[44]
- 後龍－客家圓樓[45][46]
- 雪霸國家公園
- 参山國家風景區－獅頭山風景區[47]。
- 蓬萊溪自然生態園區、峨嵋湖、向天湖、二寮神木，並有勸化堂等多所古老寺廟。
- 玉清宮
- 永和山水庫
- 明德水庫
- 鯉魚潭水庫
- 泰安溫泉
- 泰安鄉清安豆腐街
- 馬那邦山
- 崎頂海水浴場
- 通霄海水浴場
- 飛牛牧場
- 陳屋伙房福德祠
- 法雲禪寺
- 西湖渡假村
- 香格里拉樂園 （页面存档备份，存于）
- 尚順育樂世界
- 苗栗客家文化園區
- 台鐵三義－后里段舊山線鐵路雖於1998年9月停駛，但舊山線的勝興車站、泰安車站、龍騰斷橋三處古蹟，及鐵軌、隧道、橋樑等設施都保存完好，沿線也蘊藏豐富的自然景觀與人文史蹟，仍是熱門的旅遊景點。縣府預備將該地區規劃為「舊山線鐵路風景特定區」，並爭取鐵路舊山線回復行駛[48]。
- 竹風綠光海風自行車道
- 貓貍影城 桐花樂園

苗栗歷史建築十景
- 南－獅頭山（古建築群）
- 南－舊郵局
- 竹南－蛇窯
- 苗栗－湯氏宗祠
- 苗栗－謝家宗祠
- 苗栗－佐佐木古登窯
- 西湖－劉恩寬公祠堂
- 公館－出礦坑礦場
- 三義－龍騰斷橋
- 獅潭－錫隘古道
- 苑裡－中溝鄭厝

## 其他

### 財政問題
苗栗縣的財政問題嚴重，在前縣長劉政鴻任內，強調大建設、大發展，廣開福利，長期浮編預算再「調借」中央統籌分配款和專戶資金，加上議會二十六年不曾刪預算，造成長短債從2012年開始超過法定債限，債務佔歲入比率達169.89%，從上任前的202億，執政九年卸任後舉債總額超過新台幣640億元，每位縣民平均負債七萬多，居非六都縣市第一，在全國僅次於高雄。2015年曾一度出現財政危機，無法發給縣政府公務員薪資。

### 苗栗國
最晚在2016年起，苗栗縣就被戲稱為「苗栗國」，用以形容苗栗縣長期在政治、經濟及文化方面都異於中華民國其他縣市，且其差異大至可獨立成為國家，經常被拿來調侃或譴責的部分，包括苗栗縣長期由國民黨執政、長期處於財政赤字、警察放任暴力。而議會有長達27年未曾刪減縣府預算（直至2020年始有刪除記錄），此議題在2019年末被政治諷刺脫口秀節目《博恩夜夜秀》作為主題，也使「苗栗國」一詞廣為人知。2020年，國民黨籍的苗栗縣縣長徐耀昌、苗栗縣議員韓茂賢則對「苗栗國」一詞抱持正面態度看待，徐耀昌認為「心中有苗栗國更能自立自強」，也曾稱自己是「苗栗國國王」。

## 國際交流
- 相關國家數：4
- 友好城市數：5

| 編號 | 國別           | 區（州、省、縣等）別 | 城市名         | 締約日        |
| ---- | -------------- | -------------------- | -------------- | ------------- |
| 1    | 美国           | 加利福尼亞州         | 康特拉科斯塔縣 |               |
| 2    | 南非           | 西開普省             | 莫塞爾貝       | 1989年        |
| 3    | 中華民國       | 臺灣省               | 桃園市桃園區   | 2006年4月30日 |
| 4    | 中華民國       | 臺灣省               | 嘉義市         | 2009年9月14日 |
| 5    | 中华人民共和国 | 湖北省               | 武漢市         |               |

## 外部連結
- 苗栗縣政府 （页面存档备份，存于）
- 苗栗縣1999服務讚的Facebook專頁